# Дятлівка
Дя́тлівка (до 1948 року — Карабай-Килиус, раніше — Ескі́-Караба́й, крим. Eski Qarabay) — село Феодосійського району Автономної Республіки Крим. Розташоване на півдні району.

## Історія
Біля Дятлівки в кургані розкопано поховання доби бронзи в кам'яному розписному ящику.